# Ponti
Ponti (piemontesisch Póit) ist eine Gemeinde in der italienischen Provinz Alessandria (AL), Region Piemont.

## Lage und Einwohner
Ponti liegt 47 km südwestlich von der Provinzhauptstadt Alessandria entfernt in der Weinregion Monferrato. Das Gemeindegebiet umfasst eine Fläche von 12 km² und hat 495 (Stand 31. Dezember 2023) Einwohner.
Die Nachbargemeinden sind Bistagno, Castelletto d’Erro, Denice, Monastero Bormida, Montechiaro d’Acqui (AT) und Sessame (AT).

## Geschichte
Der Ortsname bezieht sich auf die Lage der Stadt an einem Wasserlauf, der dort einst vielleicht leichter zu überqueren war als anderswo. Die engste Bezeugung des offiziellen italienischen Ergebnisses stammt aus dem Jahr 1285 mit „In Castro Ponti“. Die Gegend wurde in der Antike erbaut und von den Römern bewohnt, wie Gräber, Aschenurnen, Münzen aus der Zeit des Augustus und ein Meilenstein mit dem Namen Antoninus Pius bezeugen.
Aus dem Mittelalter gibt es weniger Dokumente zu seiner Geschichte. Es gehörte zu dem Gebiet, das Otto Aleramo schenkte und das den Namen Marca del Monferrato trug. Anschließend ging es an den Marquis Del Carretto über, der es im Mittelalter mit einer mächtigen Burg ausstattete. Im 18. Jahrhundert wurde es, wie viele andere Städte in der Region, in die Herrschaft der Savoyer eingegliedert und folgte damit dem Schicksal des neuen Staates. Zu den Überresten seiner antiken Vergangenheit gehören die Ruinen der im 13. Jahrhundert erbauten Burg, die bis 1500 dem Marquis Del Carretto gehörte. Die Pfarrkirche Mariä Himmelfahrt aus der Romanik, die anschließend renoviert wurde und die neue Pfarrkirche, ebenfalls Mariä Himmelfahrt gewidmet, 1897 erbaut und im Barockstil gehalten sind sehenswerte Bauten. Ebenso das Gemeindegebäude, in dessen Inneren ein Kruzifix des Bildhauers Giulio Monteverde aus dem 19. Jahrhundert und ein Meilenstein aus der Römerzeit aufbewahrt werden.

## Kulinarische Spezialitäten

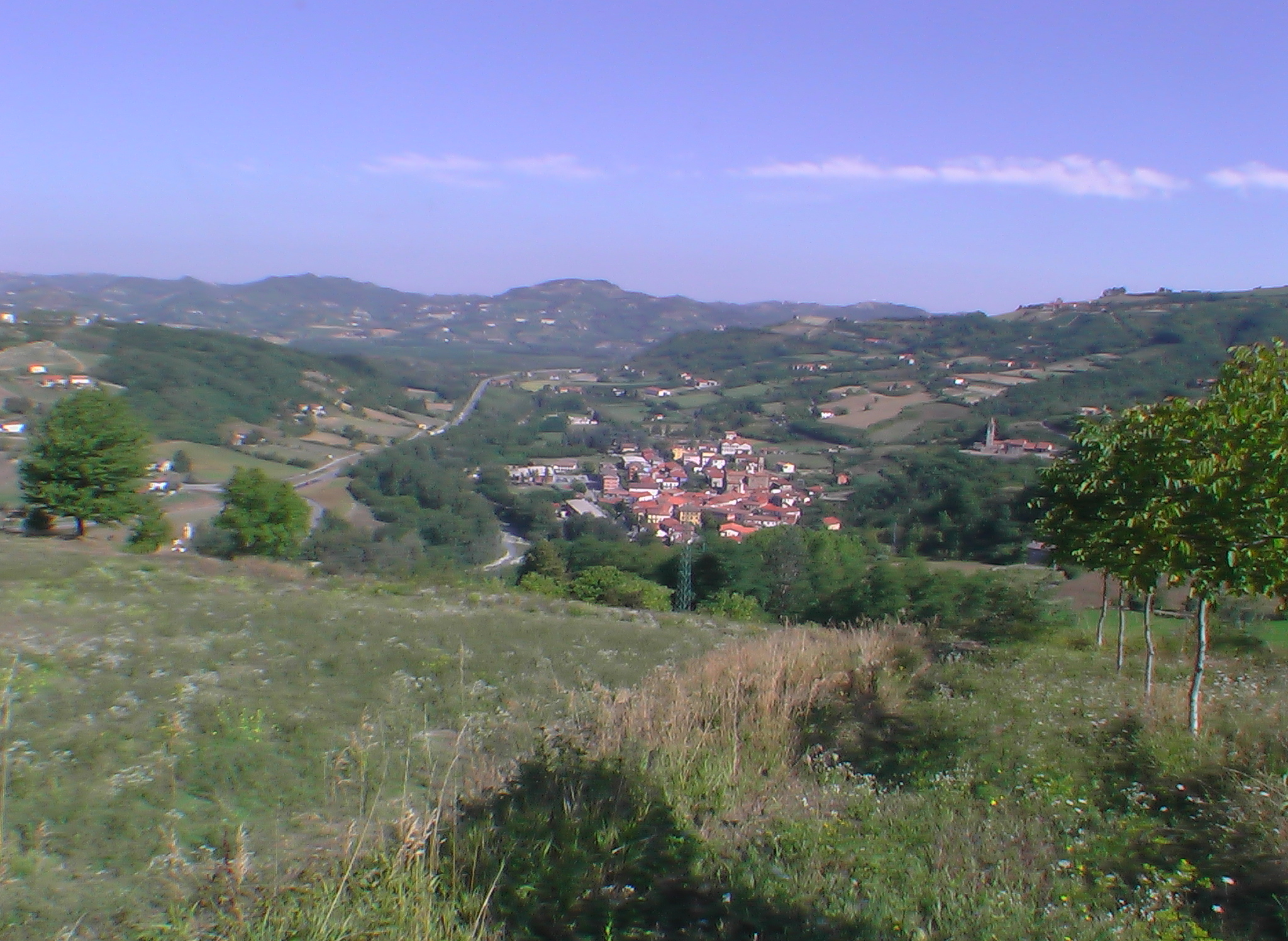
Panorama

In Ponti werden Reben der Sorte Dolcetto für den Dolcetto d’Acqui, einen Rotwein mit DOC Status angebaut. Die Beeren der Rebsorten Spätburgunder und/oder Chardonnay dürfen zum Schaumwein Alta Langa verarbeitet werden. Aus der Sorte Barbera wird der Rotwein Barbera del Monferrato gekeltert.